# Stalownia

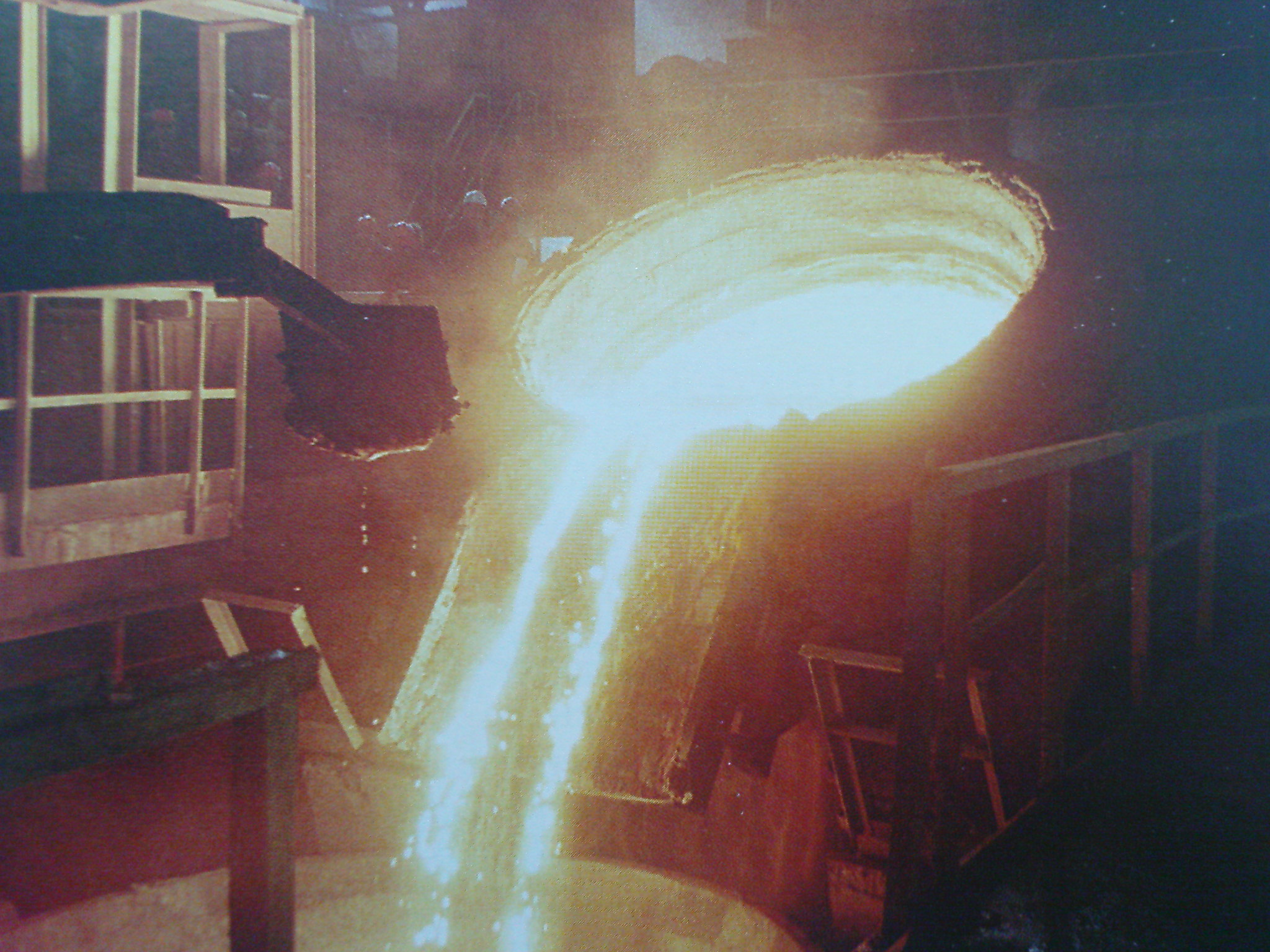
Stalownia

Stalownia – dział huty zajmujący się wytapianiem stali.